# Nieuwegekapel

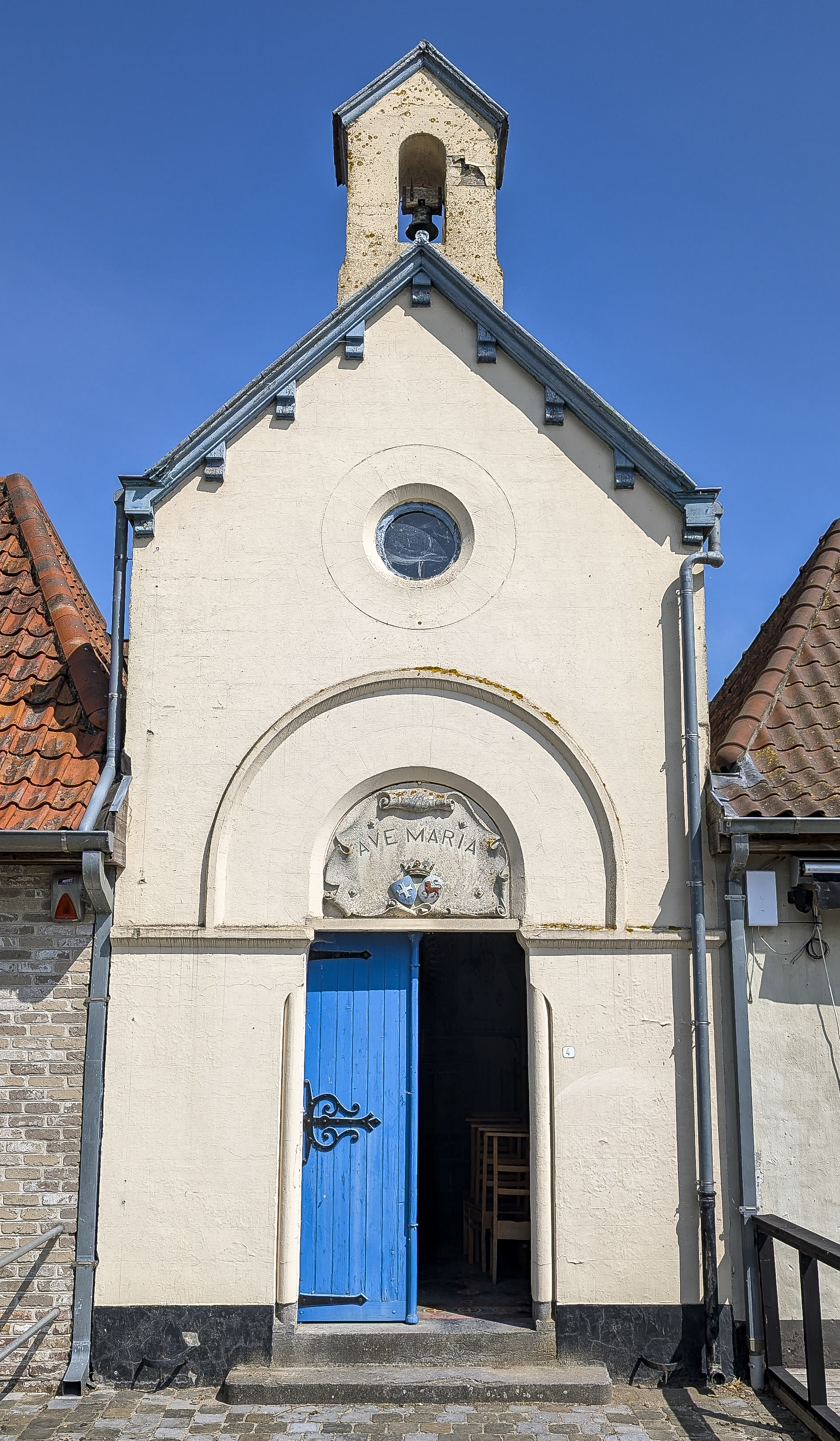
De Nieuwegekapel

De Nieuwegekapel is een neogotische kapel in Nieuwege, een wijk van de Belgische deelgemeente Varsenare.

## Historiek
De kapel werd in gebouwd op initiatief van de adellijke grootgrondbezitter Alfred de Man-van Caloen uit Varsenare.
Hij wilde de inwoners aan de noordzijde van het kanaal Brugge-Oostende een eigen bidplaats geven en liet deze kapel bouwen op de plaats van een vroegere smidse.
Bisschop Johan Joseph Faict wijdde de kapel in op 29 oktober 1873 , in aanwezigheid van burgemeester Anselme van Caloen. In 1925 werd de kapel hersteld, na schade opgelopen bij de vernieling van de brug over het kanaal door de Duitsers in 1918.

## Galerij

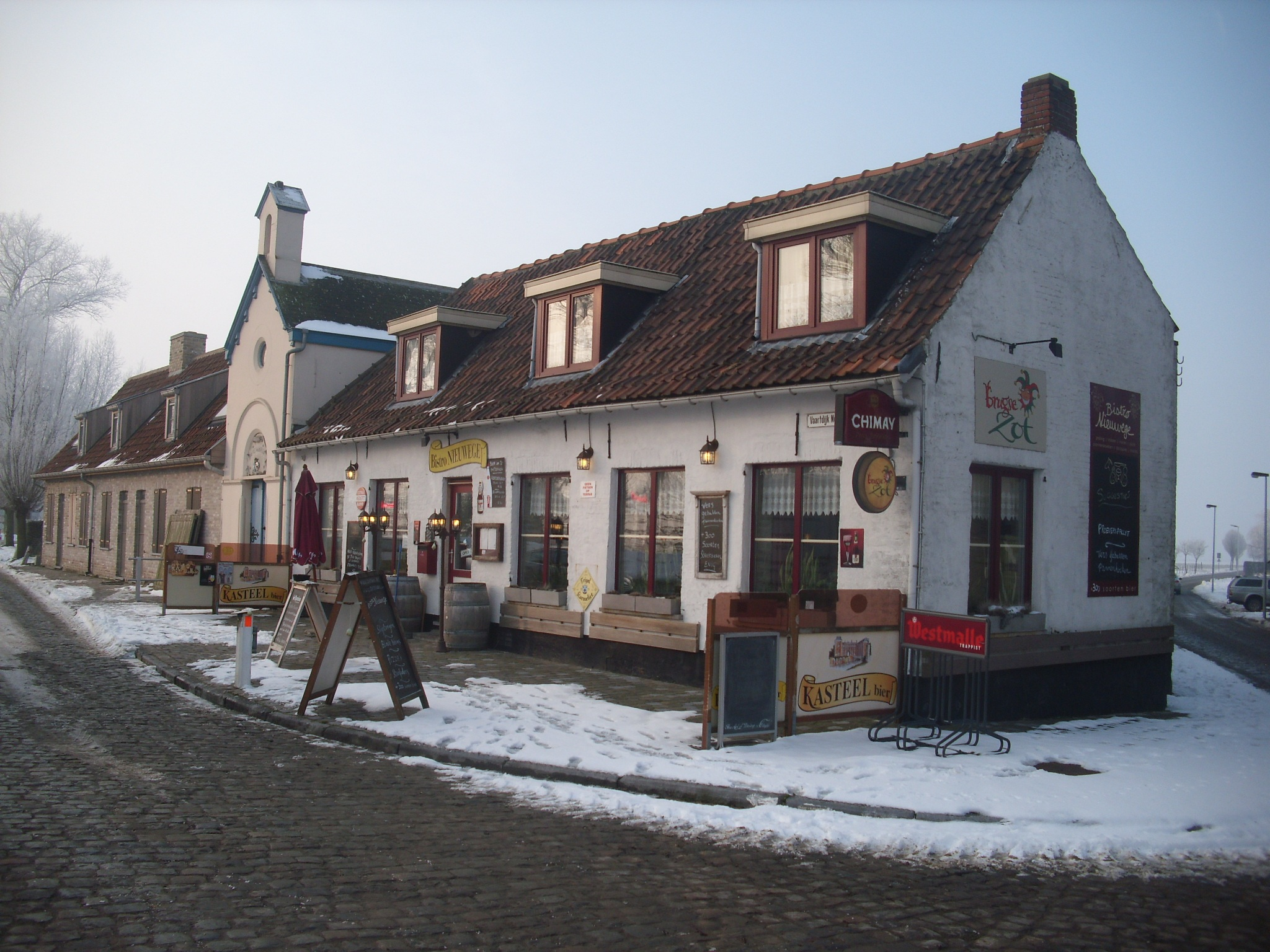
De kapel tussen de huizenrij aan het kanaal
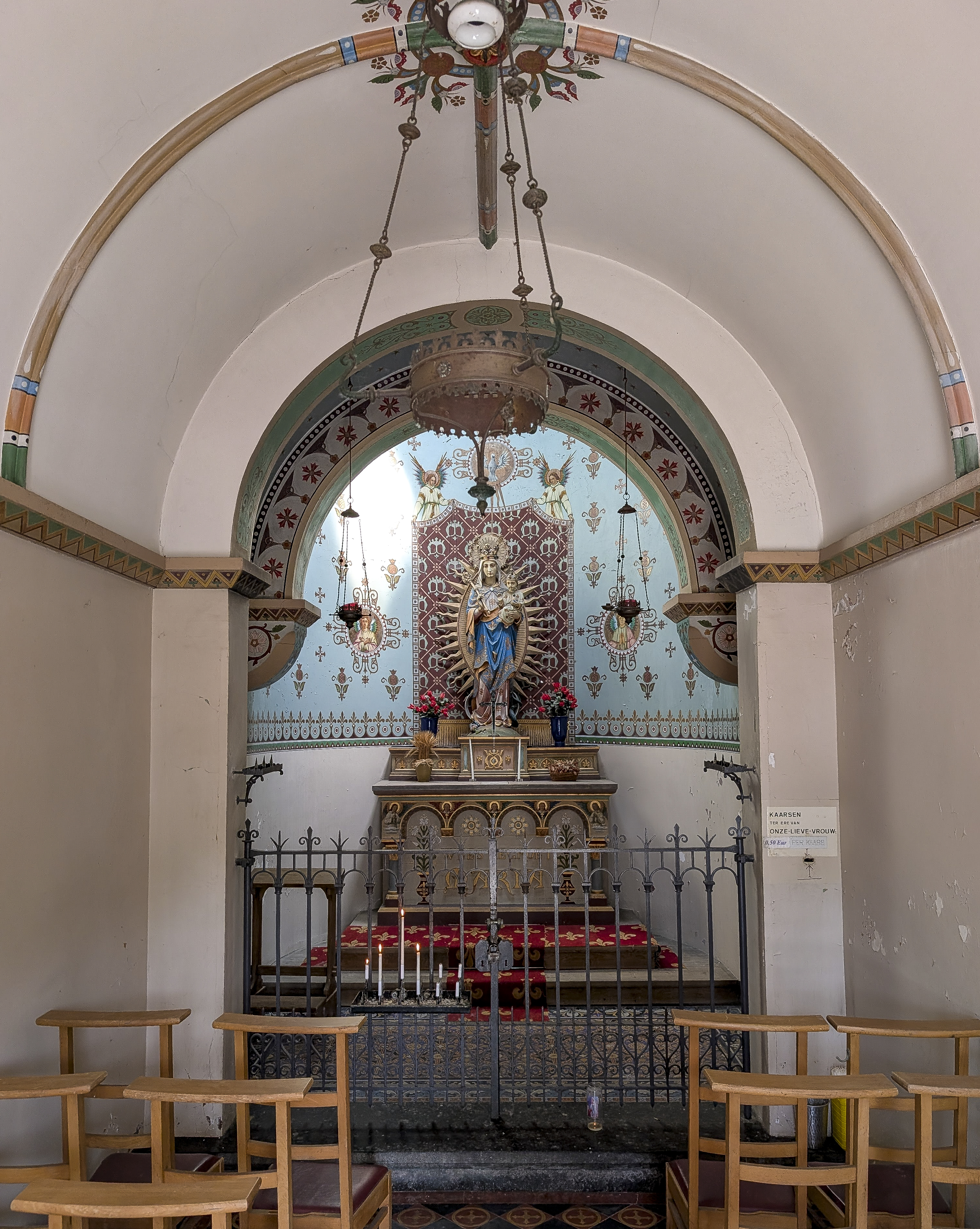
Interieur
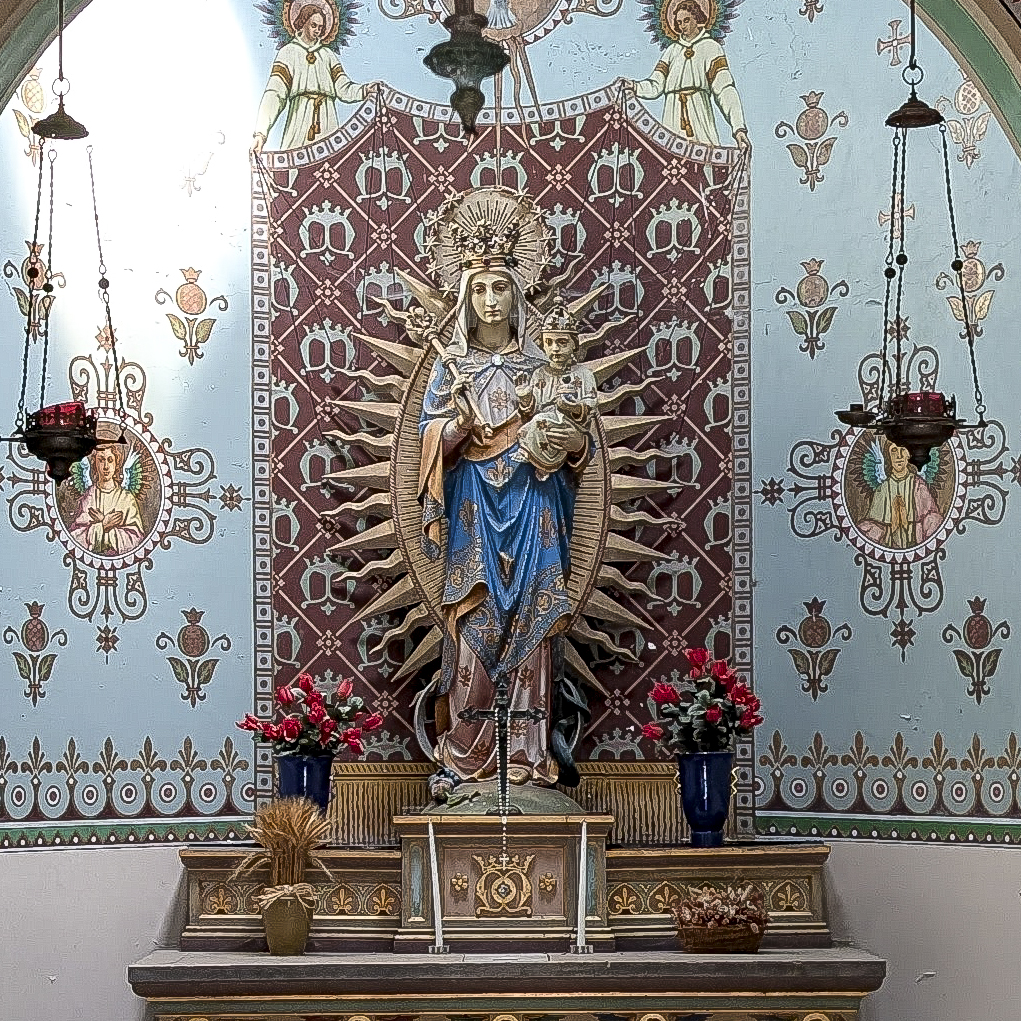
Mariabeeld